# Seleções participantes da Copa das Confederações FIFA de 2009
A Copa das Confederações de 2009 foi disputada na África do Sul por 8 selecções de futebol.
As listas foram apresentadas. Cada uma das 8 selecções teve o direito de alistar 23 jogadores. Cada jogador envergou o mesmo número na camisola durante todos os jogos do torneio.
Nota: Os clubes que os jogadores representam estão actualizados à data do início do torneio.

## Grupo A

### África do Sul
- Treinador:  Joel Santana
- Plantel oficial:[1]

| #  | Pos. | Jogador             | Equipa               |
| -- | ---- | ------------------- | -------------------- |
| 1  | GR   | Rowen Fernández     | Arminia Bielefeld    |
| 2  | DF   | Siboniso Gaxa       | Mamelodi Sundowns FC |
| 3  | DF   | Tsepo Masilela      | Maccabi Haifa F.C.   |
| 4  | DF   | Aaron Mokoena       | Portsmouth           |
| 5  | MF   | Benson Mhlongo      | Orlando Pirates      |
| 6  | MF   | MacBeth Sibaya      | Rubin Kazan          |
| 7  | MF   | Lance Davids        | Supersport United    |
| 8  | MF   | Siphiwe Tshabalala  | Kaizer Chiefs        |
| 9  | AV   | Katlego Mphela      | Mamelodi Sundowns FC |
| 10 | MF   | Steven Pienaar      | Everton              |
| 11 | MF   | Elrio van Heerden   | Blackburn Rovers     |
| 12 | MF   | Teko Modise         | Orlando Pirates      |
| 13 | MF   | Kagiso Dikgacoi     | Golden Arrows        |
| 14 | DF   | Matthew Booth       | Mamelodi Sundowns FC |
| 15 | DF   | Innocent Mdledle    | Orlando Pirates      |
| 16 | GR   | Itumeleng Khune     | Kaizer Chiefs        |
| 17 | MF   | Bernard Parker      | Red Star Belgrade    |
| 18 | AV   | Thembinkosi Fanteni | Maccabi Haifa F.C.   |
| 19 | DF   | Bryce Moon          | Panathinaikos FC     |
| 20 | DF   | Bongani Khumalo     | Supersport United    |
| 21 | AV   | Katlego Mashego     | Orlando Pirates      |
| 22 | GR   | Brian Baloyi        | Mamelodi Sundowns FC |
| 23 | DF   | Morgan Gould        | Supersport United    |

| Camisa da equipe | Camisa da equipe | Camisa da equipe |
| Shorts da equipe |                  |                  |
| Meiões da equipe |                  |                  |
|                  |                  |                  |
| Oficial          |                  |                  |

| Camisa da equipe | Camisa da equipe | Camisa da equipe |
| Shorts da equipe |                  |                  |
| Meiões da equipe |                  |                  |
|                  |                  |                  |
| Alternativo      |                  |                  |

| Camisa da equipe | Camisa da equipe | Camisa da equipe |
| Shorts da equipe |                  |                  |
| Meiões da equipe |                  |                  |
|                  |                  |                  |
| Oficial          |                  |                  |

| Camisa da equipe | Camisa da equipe | Camisa da equipe |
| Shorts da equipe |                  |                  |
| Meiões da equipe |                  |                  |
|                  |                  |                  |
| Alternativo      |                  |                  |

| Camisa da equipe | Camisa da equipe | Camisa da equipe |
| Shorts da equipe |                  |                  |
| Meiões da equipe |                  |                  |
|                  |                  |                  |
| Oficial          |                  |                  |

| Camisa da equipe | Camisa da equipe | Camisa da equipe |
| Shorts da equipe |                  |                  |
| Meiões da equipe |                  |                  |
|                  |                  |                  |
| Alternativo      |                  |                  |

| Camisa da equipe | Camisa da equipe | Camisa da equipe |
| Shorts da equipe |                  |                  |
| Meiões da equipe |                  |                  |
|                  |                  |                  |
| Oficial          |                  |                  |

| Camisa da equipe | Camisa da equipe | Camisa da equipe |
| Shorts da equipe |                  |                  |
| Meiões da equipe |                  |                  |
|                  |                  |                  |
| Alternativo      |                  |                  |

### Iraque
- Treinador:  Bora Milutinović
- Plantel oficial:[2]

| #  | Pos. | Jogador                 | Equipa            |
| -- | ---- | ----------------------- | ----------------- |
| 1  | GR   | Noor Sabri              | Al-Talaba         |
| 2  | DF   | Mohammed Ali Kareem     | Al-Jazira         |
| 3  | DF   | Bassim Abbas            | Al-Talaba         |
| 4  | DF   | Fareed Majeed           | Al-Talaba         |
| 5  | MF   | Nashat Akram            | FC Twente         |
| 6  | MF   | Salih Sadir             | Al-Ahed           |
| 7  | AV   | Emad Mohammed           | Sepahan           |
| 8  | AV   | Luay Salah              | Arbil             |
| 9  | MF   | Abdul-Wahab Abu Al-Hail | Sepahan           |
| 10 | AV   | Younis Mahmoud          | Al-Gharafa        |
| 11 | MF   | Hawar Mulla Mohammed    | Anorthosis FC     |
| 12 | GR   | Mohammed Kassid         | Al-Zawraa         |
| 13 | MF   | Karrar Jassim           | Al-Wakra          |
| 14 | DF   | Salam Shakir            | Al-Khor           |
| 15 | DF   | Ali Rehema              | Al-Wakra          |
| 16 | DF   | Dara Mohammed           | Sulaymaniyah      |
| 17 | AV   | Alaa Abdul-Zahra        | Al-Khor           |
| 18 | MF   | Mahdi Kareem            | Al-Khor           |
| 19 | DF   | Essam Yassin Abbas      | Al-Amana          |
| 20 | MF   | Samer Saeed             | Al-Ahly Tripoli   |
| 21 | GR   | Oday Talib              | Dohuk             |
| 22 | DF   | Muayad Khalid           | Al-Quwa Al-Jawiya |
| 23 | MF   | Halgurd Mulla Mohammed  | Sulaymaniyah      |

| Camisa da equipe | Camisa da equipe | Camisa da equipe |
| Shorts da equipe |                  |                  |
| Meiões da equipe |                  |                  |
|                  |                  |                  |
| Oficial          |                  |                  |

| Camisa da equipe | Camisa da equipe | Camisa da equipe |
| Shorts da equipe |                  |                  |
| Meiões da equipe |                  |                  |
|                  |                  |                  |
| Alternativo      |                  |                  |

| Camisa da equipe | Camisa da equipe | Camisa da equipe |
| Shorts da equipe |                  |                  |
| Meiões da equipe |                  |                  |
|                  |                  |                  |
| Oficial          |                  |                  |

| Camisa da equipe | Camisa da equipe | Camisa da equipe |
| Shorts da equipe |                  |                  |
| Meiões da equipe |                  |                  |
|                  |                  |                  |
| Alternativo      |                  |                  |

| Camisa da equipe | Camisa da equipe | Camisa da equipe |
| Shorts da equipe |                  |                  |
| Meiões da equipe |                  |                  |
|                  |                  |                  |
| Oficial          |                  |                  |

| Camisa da equipe | Camisa da equipe | Camisa da equipe |
| Shorts da equipe |                  |                  |
| Meiões da equipe |                  |                  |
|                  |                  |                  |
| Alternativo      |                  |                  |

| Camisa da equipe | Camisa da equipe | Camisa da equipe |
| Shorts da equipe |                  |                  |
| Meiões da equipe |                  |                  |
|                  |                  |                  |
| Oficial          |                  |                  |

| Camisa da equipe | Camisa da equipe | Camisa da equipe |
| Shorts da equipe |                  |                  |
| Meiões da equipe |                  |                  |
|                  |                  |                  |
| Alternativo      |                  |                  |

### Nova Zelândia
- Treinador: Ricki Herbert
- Plantel oficial:[3]

| #  | Pos. | Jogador         | Equipa                   |
| -- | ---- | --------------- | ------------------------ |
| 1  | GR   | Mark Paston     | Wellington Phoenix       |
| 2  | DF   | Aaron Scott     | Waitakere United         |
| 3  | DF   | Tony Lochhead   | Wellington Phoenix       |
| 4  | MF   | Duncan Oughton  | Columbus Crew            |
| 5  | DF   | Ben Sigmund     | Wellington Phoenix       |
| 6  | DF   | Ivan Vicelich   | Auckland City FC         |
| 7  | MF   | Simon Elliott   | San Jose Earthquakes     |
| 8  | MF   | Tim Brown       | Wellington Phoenix       |
| 9  | AV   | Shane Smeltz    | Gold Coast United        |
| 10 | AV   | Chris Killen    | Celtic FC                |
| 11 | MF   | Leo Bertos      | Wellington Phoenix       |
| 12 | GR   | Glen Moss       | Melbourne Victory        |
| 13 | MF   | Andrew Barron   | Team Wellington          |
| 14 | MF   | Jeremy Christie | Wellington Phoenix       |
| 15 | AV   | Jeremy Brockie  | North Queensland Fury FC |
| 16 | MF   | Chris James     | Tampere United           |
| 17 | DF   | David Mulligan  | Wellington Phoenix       |
| 18 | DF   | Andrew Boyens   | Red Bull New York        |
| 19 | DF   | Steven Old      | Kilmarnock               |
| 20 | AV   | Chris Wood      | West Bromwich Albion     |
| 21 | AV   | Kris Bright     | Panserraikos             |
| 22 | AV   | Jarrod Smith    | Seattle Sounders FC\|    |
| 23 | GR   | James Bannatyne | Team Wellington          |

| Camisa da equipe | Camisa da equipe | Camisa da equipe |
| Shorts da equipe |                  |                  |
| Meiões da equipe |                  |                  |
|                  |                  |                  |
| Oficial          |                  |                  |

| Camisa da equipe | Camisa da equipe | Camisa da equipe |
| Shorts da equipe |                  |                  |
| Meiões da equipe |                  |                  |
|                  |                  |                  |
| Alternativo      |                  |                  |

| Camisa da equipe | Camisa da equipe | Camisa da equipe |
| Shorts da equipe |                  |                  |
| Meiões da equipe |                  |                  |
|                  |                  |                  |
| Oficial          |                  |                  |

| Camisa da equipe | Camisa da equipe | Camisa da equipe |
| Shorts da equipe |                  |                  |
| Meiões da equipe |                  |                  |
|                  |                  |                  |
| Alternativo      |                  |                  |

| Camisa da equipe | Camisa da equipe | Camisa da equipe |
| Shorts da equipe |                  |                  |
| Meiões da equipe |                  |                  |
|                  |                  |                  |
| Oficial          |                  |                  |

| Camisa da equipe | Camisa da equipe | Camisa da equipe |
| Shorts da equipe |                  |                  |
| Meiões da equipe |                  |                  |
|                  |                  |                  |
| Alternativo      |                  |                  |

| Camisa da equipe | Camisa da equipe | Camisa da equipe |
| Shorts da equipe |                  |                  |
| Meiões da equipe |                  |                  |
|                  |                  |                  |
| Oficial          |                  |                  |

| Camisa da equipe | Camisa da equipe | Camisa da equipe |
| Shorts da equipe |                  |                  |
| Meiões da equipe |                  |                  |
|                  |                  |                  |
| Alternativo      |                  |                  |

### Espanha
- Treinador:  Vicente del Bosque
- Plantel oficial:[4][5]

| #  | Pos. | Jogador           | Equipa           |
| -- | ---- | ----------------- | ---------------- |
| 1  | GR   | Iker Casillas     | Real Madrid C.F. |
| 2  | DF   | Raúl Albiol       | Valencia CF      |
| 3  | DF   | Gerard Piqué      | FC Barcelona     |
| 4  | DF   | Carlos Marchena   | Valencia CF      |
| 5  | DF   | Carles Puyol      | FC Barcelona     |
| 6  | MF   | Pablo Hernández   | Valencia CF      |
| 7  | AV   | David Villa       | Valencia CF      |
| 8  | MF   | Xavi              | FC Barcelona     |
| 9  | AV   | Fernando Torres   | Liverpool F.C.   |
| 10 | MF   | Cesc Fàbregas     | Arsenal F.C.     |
| 11 | DF   | Joan Capdevila    | Villarreal CF    |
| 12 | MF   | Sergi Busquets    | FC Barcelona     |
| 13 | GR   | Diego López       | Villarreal CF    |
| 14 | MF   | Xabi Alonso       | Liverpool F.C.   |
| 15 | DF   | Sergio Ramos      | Real Madrid C.F. |
| 16 | AV   | Fernando Llorente | Athletic Bilbao  |
| 17 | AV   | Daniel Güiza      | Fenerbahçe S.K.  |
| 18 | MF   | Albert Riera      | Liverpool F.C.   |
| 19 | DF   | Álvaro Arbeloa    | Liverpool F.C.   |
| 20 | MF   | Santi Cazorla     | Villarreal CF    |
| 21 | MF   | David Silva       | Valencia CF      |
| 22 | MF   | Juan Manuel Mata  | Valencia CF      |
| 23 | GR   | José Manuel Reina | Liverpool F.C.   |

| Camisa da equipe | Camisa da equipe | Camisa da equipe |
| Shorts da equipe |                  |                  |
| Meiões da equipe |                  |                  |
|                  |                  |                  |
| Oficial          |                  |                  |

| Camisa da equipe | Camisa da equipe | Camisa da equipe |
| Shorts da equipe |                  |                  |
| Meiões da equipe |                  |                  |
|                  |                  |                  |
| Alternativo      |                  |                  |

| Camisa da equipe | Camisa da equipe | Camisa da equipe |
| Shorts da equipe |                  |                  |
| Meiões da equipe |                  |                  |
|                  |                  |                  |
| Oficial          |                  |                  |

| Camisa da equipe | Camisa da equipe | Camisa da equipe |
| Shorts da equipe |                  |                  |
| Meiões da equipe |                  |                  |
|                  |                  |                  |
| Alternativo      |                  |                  |

| Camisa da equipe | Camisa da equipe | Camisa da equipe |
| Shorts da equipe |                  |                  |
| Meiões da equipe |                  |                  |
|                  |                  |                  |
| Oficial          |                  |                  |

| Camisa da equipe | Camisa da equipe | Camisa da equipe |
| Shorts da equipe |                  |                  |
| Meiões da equipe |                  |                  |
|                  |                  |                  |
| Alternativo      |                  |                  |

| Camisa da equipe | Camisa da equipe | Camisa da equipe |
| Shorts da equipe |                  |                  |
| Meiões da equipe |                  |                  |
|                  |                  |                  |
| Oficial          |                  |                  |

| Camisa da equipe | Camisa da equipe | Camisa da equipe |
| Shorts da equipe |                  |                  |
| Meiões da equipe |                  |                  |
|                  |                  |                  |
| Alternativo      |                  |                  |

## Grupo B

### Estados Unidos
- Treinador:  Bob Bradley
- Plantel oficial:[6]

| #  | Pos. | Jogador            | Equipa                   |
| -- | ---- | ------------------ | ------------------------ |
| 1  | GR   | Tim Howard         | Everton FC               |
| 2  | DF   | Jonathan Bornstein | Chivas USA               |
| 3  | DF   | Carlos Bocanegra   | Stade Rennais            |
| 4  | AV   | Conor Casey        | Colorado Rapids          |
| 5  | DF   | Oguchi Onyewu      | Standard de Liège        |
| 6  | DF   | Heath Pearce       | Hansa Rostock            |
| 7  | MF   | DaMarcus Beasley   | Rangers FC               |
| 8  | MF   | Clint Dempsey      | Fulham FC                |
| 9  | AV   | Charlie Davies     | Hammarby IF              |
| 10 | AV   | Landon Donovan     | Los Angeles Galaxy       |
| 11 | DF   | Marvell Wynne      | Toronto FC               |
| 12 | MF   | Michael Bradley    | Borussia Mönchengladbach |
| 13 | MF   | Ricardo Clark      | Houston Dynamo           |
| 14 | DF   | Danny Califf       | FC Midtjylland           |
| 15 | DF   | Jay DeMerit        | Watford FC               |
| 16 | AV   | Sacha Kljestan     | Chivas USA               |
| 17 | AV   | Jozy Altidore      | Villarreal CF            |
| 18 | GR   | Brad Guzan         | Aston Villa              |
| 19 | AV   | Freddy Adu         | Benfica                  |
| 20 | MF   | José Torres        | Pachuca CF               |
| 21 | DF   | Jonathan Spector   | West Ham United          |
| 22 | MF   | Benny Feilhaber    | AGF Aarhus               |
| 23 | GR   | Luis Robles        | 1.FC Kaiserslautern      |

| Camisa da equipe | Camisa da equipe | Camisa da equipe |
| Shorts da equipe |                  |                  |
| Meiões da equipe |                  |                  |
|                  |                  |                  |
| Oficial          |                  |                  |

| Camisa da equipe | Camisa da equipe | Camisa da equipe |
| Shorts da equipe |                  |                  |
| Meiões da equipe |                  |                  |
|                  |                  |                  |
| Alternativo      |                  |                  |

| Camisa da equipe | Camisa da equipe | Camisa da equipe |
| Shorts da equipe |                  |                  |
| Meiões da equipe |                  |                  |
|                  |                  |                  |
| Oficial          |                  |                  |

| Camisa da equipe | Camisa da equipe | Camisa da equipe |
| Shorts da equipe |                  |                  |
| Meiões da equipe |                  |                  |
|                  |                  |                  |
| Alternativo      |                  |                  |

| Camisa da equipe | Camisa da equipe | Camisa da equipe |
| Shorts da equipe |                  |                  |
| Meiões da equipe |                  |                  |
|                  |                  |                  |
| Oficial          |                  |                  |

| Camisa da equipe | Camisa da equipe | Camisa da equipe |
| Shorts da equipe |                  |                  |
| Meiões da equipe |                  |                  |
|                  |                  |                  |
| Alternativo      |                  |                  |

| Camisa da equipe | Camisa da equipe | Camisa da equipe |
| Shorts da equipe |                  |                  |
| Meiões da equipe |                  |                  |
|                  |                  |                  |
| Oficial          |                  |                  |

| Camisa da equipe | Camisa da equipe | Camisa da equipe |
| Shorts da equipe |                  |                  |
| Meiões da equipe |                  |                  |
|                  |                  |                  |
| Alternativo      |                  |                  |

### Itália
- Treinador:  Marcello Lippi
- Plantel oficial:[7]

| #  | Pos. | Jogador              | Equipa         |
| -- | ---- | -------------------- | -------------- |
| 1  | GR   | Gianluigi Buffon     | Juventus       |
| 2  | DF   | Davide Santon        | Internazionale |
| 3  | DF   | Fabio Grosso         | Lyon           |
| 4  | DF   | Giorgio Chiellini    | Juventus       |
| 5  | DF   | Fabio Cannavaro      | Juventus       |
| 6  | DF   | Nicola Legrottaglie  | Juventus       |
| 7  | MF   | Simone Pepe          | Udinese        |
| 8  | MF   | Gennaro Gattuso      | Milan          |
| 9  | AV   | Luca Toni            | Bayern Munich  |
| 10 | MF   | Daniele De Rossi     | Roma           |
| 11 | AV   | Alberto Gilardino    | Fiorentina     |
| 12 | GR   | Morgan De Sanctis    | Galatasaray    |
| 13 | DF   | Alessandro Gamberini | Fiorentina     |
| 14 | GR   | Marco Amelia         | Palermo        |
| 15 | AV   | Vincenzo Iaquinta    | Juventus       |
| 16 | MF   | Mauro Camoranesi     | Juventus       |
| 17 | AV   | Giuseppe Rossi       | Villarreal     |
| 18 | MF   | Angelo Palombo       | Sampdoria      |
| 19 | DF   | Gianluca Zambrotta   | Milan          |
| 20 | MF   | Riccardo Montolivo   | Fiorentina     |
| 21 | MF   | Andrea Pirlo         | Milan          |
| 22 | DF   | Andrea Dossena       | Liverpool      |
| 23 | AV   | Fabio Quagliarella   | Napoli         |

| Camisa da equipe | Camisa da equipe | Camisa da equipe |
| Shorts da equipe |                  |                  |
| Meiões da equipe |                  |                  |
|                  |                  |                  |
| Oficial          |                  |                  |

| Camisa da equipe | Camisa da equipe | Camisa da equipe |
| Shorts da equipe |                  |                  |
| Meiões da equipe |                  |                  |
|                  |                  |                  |
| Alternativo      |                  |                  |

| Camisa da equipe | Camisa da equipe | Camisa da equipe |
| Shorts da equipe |                  |                  |
| Meiões da equipe |                  |                  |
|                  |                  |                  |
| Oficial          |                  |                  |

| Camisa da equipe | Camisa da equipe | Camisa da equipe |
| Shorts da equipe |                  |                  |
| Meiões da equipe |                  |                  |
|                  |                  |                  |
| Alternativo      |                  |                  |

| Camisa da equipe | Camisa da equipe | Camisa da equipe |
| Shorts da equipe |                  |                  |
| Meiões da equipe |                  |                  |
|                  |                  |                  |
| Oficial          |                  |                  |

| Camisa da equipe | Camisa da equipe | Camisa da equipe |
| Shorts da equipe |                  |                  |
| Meiões da equipe |                  |                  |
|                  |                  |                  |
| Alternativo      |                  |                  |

| Camisa da equipe | Camisa da equipe | Camisa da equipe |
| Shorts da equipe |                  |                  |
| Meiões da equipe |                  |                  |
|                  |                  |                  |
| Oficial          |                  |                  |

| Camisa da equipe | Camisa da equipe | Camisa da equipe |
| Shorts da equipe |                  |                  |
| Meiões da equipe |                  |                  |
|                  |                  |                  |
| Alternativo      |                  |                  |

### Brasil
- Treinador:  Dunga
- Plantel oficial:[8]

| #  | Pos. | Jogador        | Equipa            |
| -- | ---- | -------------- | ----------------- |
| 1  | GR   | Júlio César    | Internazionale    |
| 2  | DF   | Maicon         | Internazionale    |
| 3  | DF   | Lúcio          | FC Bayern München |
| 4  | DF   | Juan           | Roma              |
| 5  | MF   | Felipe Melo    | Fiorentina        |
| 6  | DF   | Kléber         | Internacional     |
| 7  | MF   | Elano          | Manchester City   |
| 8  | MF   | Gilberto Silva | Panathinaikos     |
| 9  | AV   | Luís Fabiano   | Sevilla           |
| 10 | MF   | Kaká           | Real Madrid       |
| 11 | AV   | Robinho        | Manchester City   |
| 12 | GR   | Victor         | Grêmio            |
| 13 | DF   | Daniel Alves   | Barcelona         |
| 14 | DF   | Luisão         | Benfica           |
| 15 | DF   | Miranda        | São Paulo         |
| 16 | DF   | André Santos   | Corinthians       |
| 17 | MF   | Josué          | Wolfsburg         |
| 18 | MF   | Ramires        | Cruzeiro          |
| 19 | MF   | Júlio Baptista | Roma              |
| 20 | MF   | Kléberson      | Flamengo          |
| 21 | AV   | Alexandre Pato | Milan             |
| 22 | AV   | Nilmar         | Internacional     |
| 23 | GR   | Gomes          | Tottenham Hotspur |

| Camisa da equipe | Camisa da equipe | Camisa da equipe |
| Shorts da equipe |                  |                  |
| Meiões da equipe |                  |                  |
|                  |                  |                  |
| Oficial          |                  |                  |

| Camisa da equipe | Camisa da equipe | Camisa da equipe |
| Shorts da equipe |                  |                  |
| Meiões da equipe |                  |                  |
|                  |                  |                  |
| Alternativo      |                  |                  |

| Camisa da equipe | Camisa da equipe | Camisa da equipe |
| Shorts da equipe |                  |                  |
| Meiões da equipe |                  |                  |
|                  |                  |                  |
| Oficial          |                  |                  |

| Camisa da equipe | Camisa da equipe | Camisa da equipe |
| Shorts da equipe |                  |                  |
| Meiões da equipe |                  |                  |
|                  |                  |                  |
| Alternativo      |                  |                  |

| Camisa da equipe | Camisa da equipe | Camisa da equipe |
| Shorts da equipe |                  |                  |
| Meiões da equipe |                  |                  |
|                  |                  |                  |
| Oficial          |                  |                  |

| Camisa da equipe | Camisa da equipe | Camisa da equipe |
| Shorts da equipe |                  |                  |
| Meiões da equipe |                  |                  |
|                  |                  |                  |
| Alternativo      |                  |                  |

| Camisa da equipe | Camisa da equipe | Camisa da equipe |
| Shorts da equipe |                  |                  |
| Meiões da equipe |                  |                  |
|                  |                  |                  |
| Oficial          |                  |                  |

| Camisa da equipe | Camisa da equipe | Camisa da equipe |
| Shorts da equipe |                  |                  |
| Meiões da equipe |                  |                  |
|                  |                  |                  |
| Alternativo      |                  |                  |

### Egito
- Treinador:  Hassan Shehata
- Plantel oficial:[12]

| #  | Pos. | Jogador               | Equipa            |
| -- | ---- | --------------------- | ----------------- |
| 1  | GR   | Essam El-Hadary       | FC Sion           |
| 2  | DF   | Mahmoud Fathallah     | El Zamalek        |
| 3  | DF   | Ahmed Al-Muhammadi    | ENPPI             |
| 4  | DF   | Ahmed Said            | Haras El Hodood   |
| 5  | MF   | Ahmed Khairy          | Ismaily           |
| 6  | DF   | Hani Said             | El Zamalek        |
| 7  | DF   | Ahmed Fathy           | Al-Ahly           |
| 8  | MF   | Hosny Abd Rabo        | Al-Ahli           |
| 9  | AV   | Mohamed Zidan         | Borussia Dortmund |
| 10 | MF   | Ahmed Eid Abdel Malek | Haras El Hodood   |
| 11 | MF   | Mohamed Shawky        | Middlesbrough     |
| 12 | MF   | Mohamed Homos         | Ismaily           |
| 13 | MF   | Abdelaziz Tawfik      | ENPPI             |
| 14 | DF   | Sayed Moawad          | Al-Ahly           |
| 15 | DF   | Ahmed Samir Farag     | Ismaily           |
| 16 | GR   | Wahid                 | El Zamalek        |
| 17 | MF   | Ahmed Hassan          | Al-Ahly           |
| 18 | AV   | Ahmed Abdel-Ghani     | Haras El Hodood   |
| 19 | AV   | Amr Zaki              | Wigan Athletic    |
| 20 | DF   | Wael Gomaa            | Al-Ahly           |
| 21 | AV   | Raouf                 | ENPPI             |
| 22 | MF   | Mohamed Aboutrika     | Al-Ahly           |
| 23 | GR   | Mohamed Sobhy         | Ismaily           |

| Camisa da equipe | Camisa da equipe | Camisa da equipe |
| Shorts da equipe |                  |                  |
| Meiões da equipe |                  |                  |
|                  |                  |                  |
| Oficial          |                  |                  |

| Camisa da equipe | Camisa da equipe | Camisa da equipe |
| Shorts da equipe |                  |                  |
| Meiões da equipe |                  |                  |
|                  |                  |                  |
| Alternativo      |                  |                  |

| Camisa da equipe | Camisa da equipe | Camisa da equipe |
| Shorts da equipe |                  |                  |
| Meiões da equipe |                  |                  |
|                  |                  |                  |
| Oficial          |                  |                  |

| Camisa da equipe | Camisa da equipe | Camisa da equipe |
| Shorts da equipe |                  |                  |
| Meiões da equipe |                  |                  |
|                  |                  |                  |
| Alternativo      |                  |                  |

| Camisa da equipe | Camisa da equipe | Camisa da equipe |
| Shorts da equipe |                  |                  |
| Meiões da equipe |                  |                  |
|                  |                  |                  |
| Oficial          |                  |                  |

| Camisa da equipe | Camisa da equipe | Camisa da equipe |
| Shorts da equipe |                  |                  |
| Meiões da equipe |                  |                  |
|                  |                  |                  |
| Alternativo      |                  |                  |

| Camisa da equipe | Camisa da equipe | Camisa da equipe |
| Shorts da equipe |                  |                  |
| Meiões da equipe |                  |                  |
|                  |                  |                  |
| Oficial          |                  |                  |

| Camisa da equipe | Camisa da equipe | Camisa da equipe |
| Shorts da equipe |                  |                  |
| Meiões da equipe |                  |                  |
|                  |                  |                  |
| Alternativo      |                  |                  |